# Krościenko nad Dunajcem
Krościenko nad Dunajcem ist ein Dorf und Kurort im Powiat Nowotarski der Woiwodschaft Kleinpolen in Polen. Es ist Sitz der gleichnamigen Landgemeinde mit etwa 6750 Einwohnern.

## Geographie
Der Ort liegt am Dunajec zwischen den Gorcen (im Nordwesten), Sandezer Beskiden (Beskid Sądecki, im Osten) und Pieninen (im Süden).

## Geschichte
Der Ort entwickelte sich wahrscheinlich unterhalb der Burg Zamek Pieniński (erwähnt 1241). Die Stadt wurde vom König Kasimir dem Großen im Jahr 1348 nach Deutschem Recht gegründet.
Bei der Ersten Teilung Polens kam Krościenko 1772 zum neuen Königreich Galizien und Lodomerien des habsburgischen Kaiserreichs (ab 1804). Ab 1822 gehörte die Stadt mit Grywałd und Tylka zur Familie Gross. Im Jahre 1827 begann Henryk Gross den Bau des Kurorts und der Mineralwasserabfüllanlage. Die Produktion belief sich 40 Tausend Flaschen jährlich. Der Kurort verlor aber den Wettbewerb mit dem benachbarten Szczawnica.
1918, nach dem Ende des Ersten Weltkriegs und dem Zusammenbruch der k.u.k. Monarchie, kam Krościenko zu Polen. Unterbrochen wurde dies nur durch die Besetzung Polens durch die Wehrmacht im Zweiten Weltkrieg.
Nach dem Jahre 1932 verlor Krościenko das Stadtrecht. In den Jahren 1972–1981 wurde Krościenko nach Szczawnica eingemeindet.
Von 1975 bis 1998 gehörte Krościenko zur Woiwodschaft Nowy Sącz.

## Sehenswürdigkeiten
- Ruinen der Burg Zamek Pieniński auf dem Hügel Zamkowa Góra (799 m) in Pieniny
- Kirche, erbaut im 14. Jahrhundert, mehrmals umgebaut
- Museum des Nationalparks Pieninen

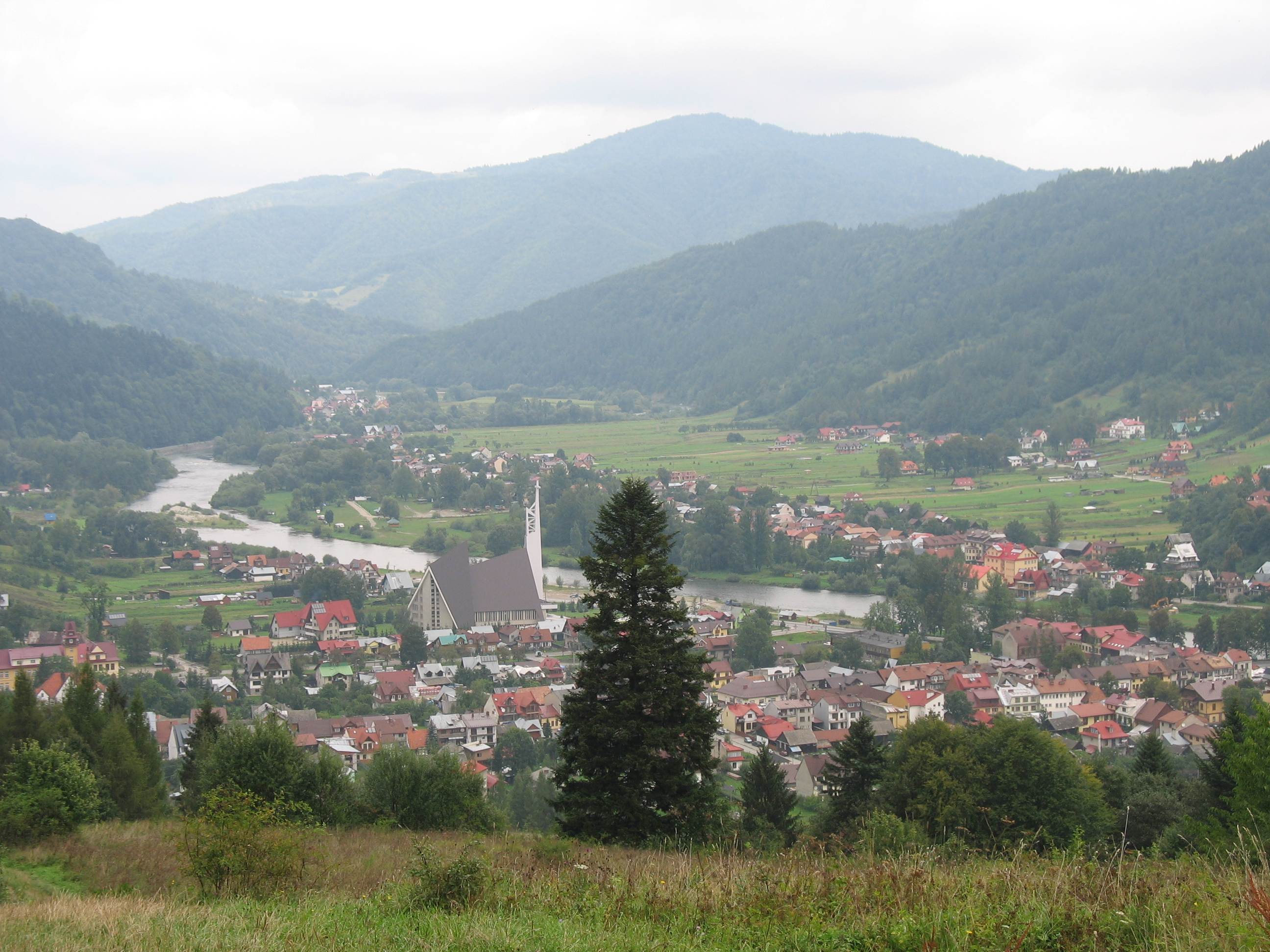
Ortsansicht
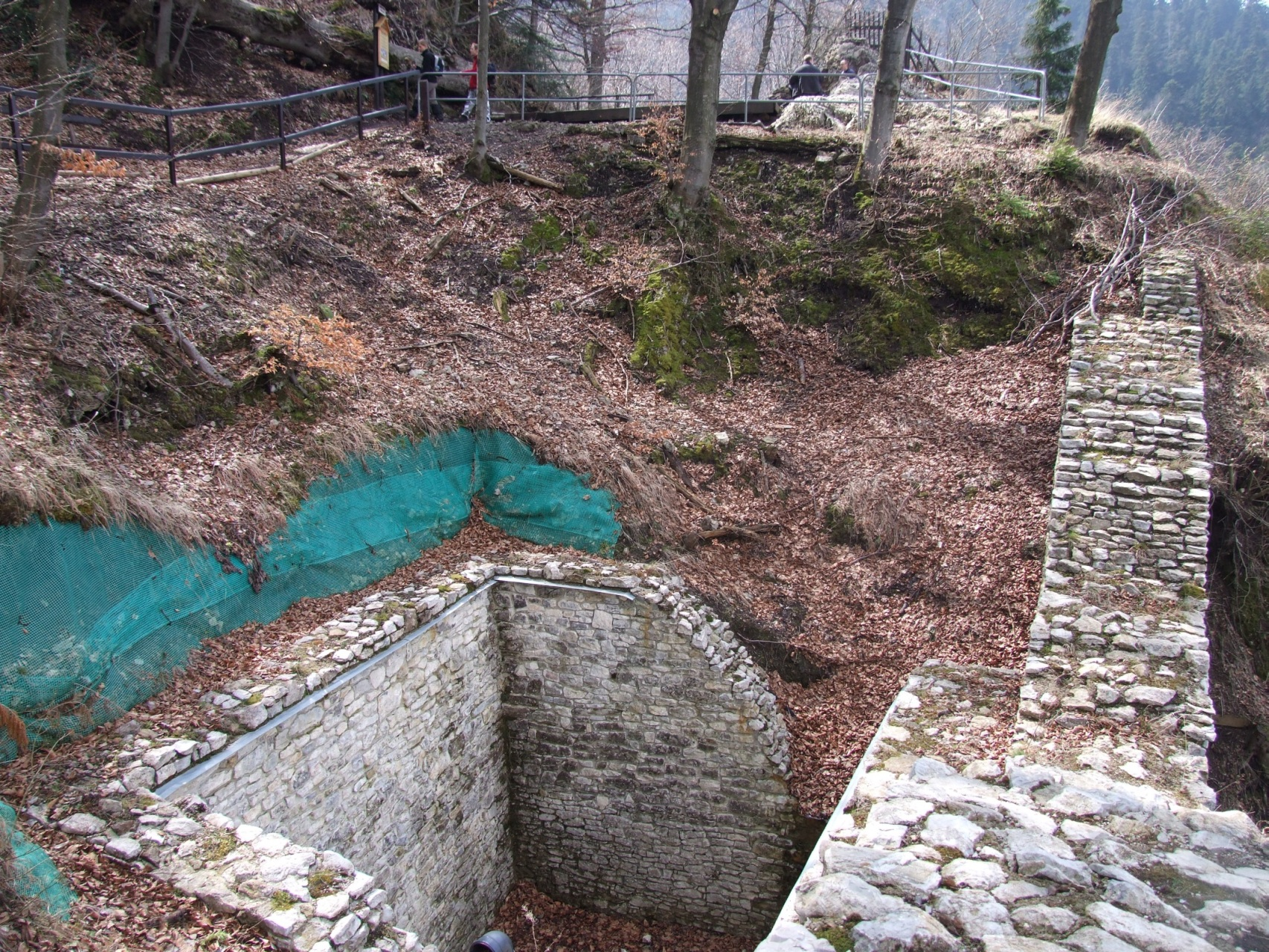
Zamek Pieniński
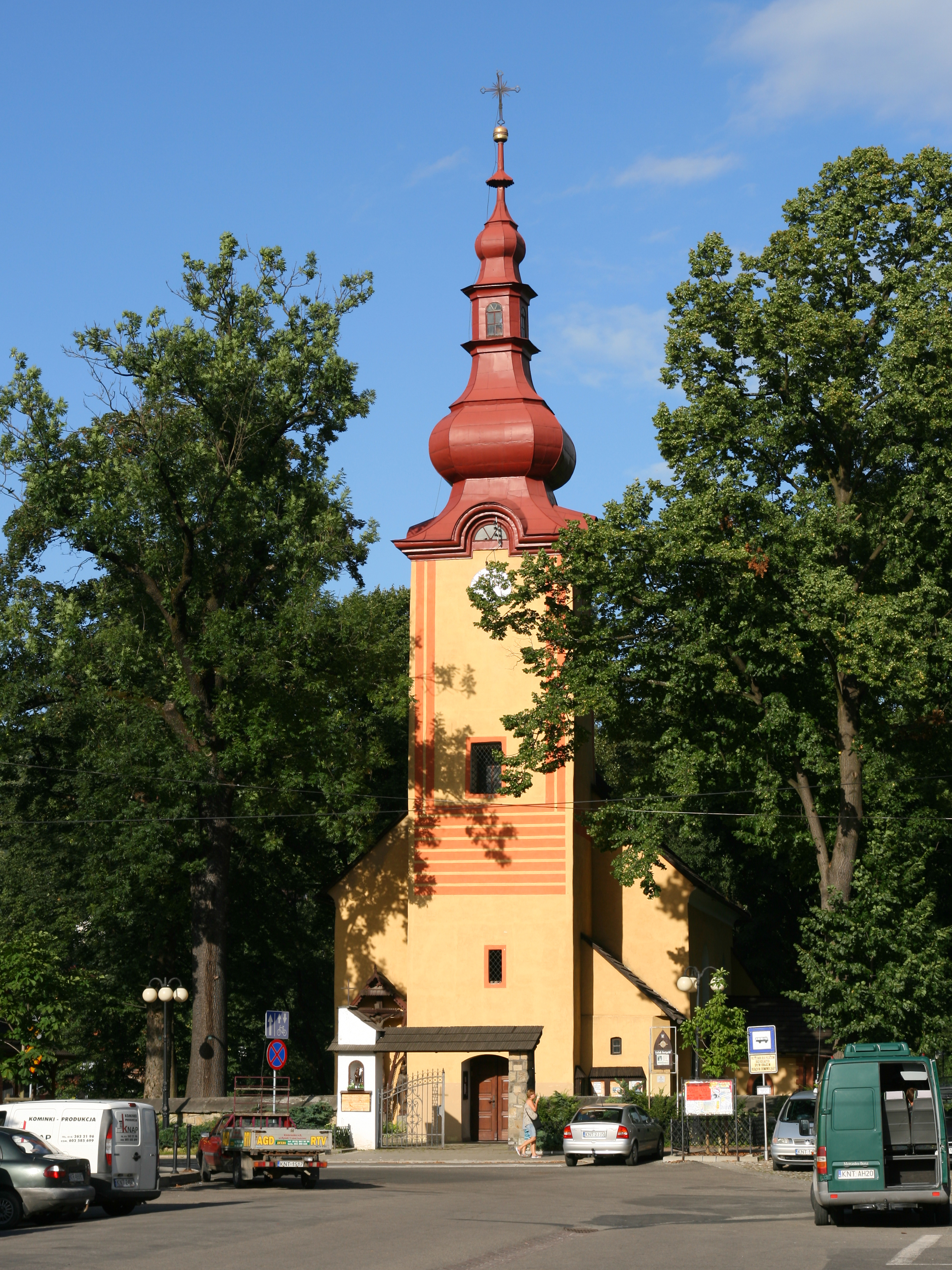
Kirche

## Gemeinde
Zur Landgemeinde (gmina wiejska) Krościenko nad Dunajcem gehören fünf Dörfer mit acht Schulzenämtern (sołectwa). Das Dorf Krościenko hat drei Schulzenämter:
Krościenko-Centrum, Krościenko-Zawodzie und das Amt für die Ortsteile Kąty und Niwki.

## Söhne des Ortes
- Leonard Lepszy (1856–1937), Montanist, Bergrat und Kunsthistoriker.
- Maksymilian Tytus Huber (1872–1950), Bauingenieur.